# Thyca ectoconcha
Thyca ectoconcha ist der Name einer Schnecken-Art aus der Familie der Eulimidae (Gattung Thyca), die als Ektoparasit am Kometenstern lebt.

## Merkmale
Wie bei Thyca crystallina und anderen Vertretern der Untergattung Bessomia ist das bei Weibchen etwa 8 bis 12 mm, bei Männchen weniger als ein Fünftel so große Schneckenhaus von Thyca ectoconcha nur sehr wenig eingerollt und sehr niedrig mit einer breiten Gehäusemündung, was ihm die Form einer Phrygischen Mütze oder umgedreht einer flachen Schale verleiht. Arttypisch für das sehr bauchige Gehäuse von Thyca ectoconcha sind die zahlreichen Rippen auf der Oberfläche, von denen jede eine Reihe kleiner Knötchen trägt. Der maximale Durchmesser der Gehäusemündung beträgt etwa zwei Drittel des maximalen Durchmessers der gesamten Schale.
Die Schnecke hat eine voll entwickelte Mantelhöhle mit einer Kieme. Auch Augen und andere Sinnesorgane sind voll ausgebildet. Das Tier hat eine kurze, sehr kräftige Schnauze und einen muskulösen Schlundkopf (Oesophagus-Bulbus), der zwischen den Kalkplatten des Seesterns in die inneren Gewebe des Wirtes vordringt. Eine Radula fehlt. Die Basis der Schnauze ist von einer muskulösen Scheibe umgeben, die aus einem vorderen und hinteren Abschnitt besteht. Mit dieser auch als „Scheinfuß“ bezeichneten Saugscheibe heftet sich die Schnecke mit so einer Kraft an die Haut des Seesterns, dass sie nicht mehr ohne Verletzungen des Wirtes abgerissen werden kann. Die Schnecke hat zudem einen rudimentären Fuß, jedoch kein Operculum.

## Verbreitung und Lebensweise
Thyca ectoconcha ist im gesamten Indopazifik verbreitet, wo auch ihr Wirtstier, der Kometenstern (Linckia multifora) lebt. Während sie als Jungtier oft an der Oberseite des Wirts sitzt, saugt sie sich als Adulttier an der Unterseite eines Arms an der Ambulacralrinne fest. In der Mitte des Scheinfußes befindet sich ein Loch, durch das die Proboscis der Schnecke weiter durch die Haut des Wirts bis zu dessen nährstoffreichem Hämalkanal im Arm gestoßen wird.

## Entwicklungszyklus
Thyca crystallina ist getrenntgeschlechtlich. Das ausgewachsene Weibchen lebt festgesogen am Wirt und bewegt sich nicht mehr fort. Das Zwergmännchen lebt unter der Schale des Weibchens auf dessen Proboscis und versenkt seine eigene Proboscis wie dieses in der Haut des Wirts. Das Männchen begattet mit seinem langen, schlanken Penis das Weibchen. Die befruchteten Eier entwickeln sich zu frei schwimmenden Veliger-Larven, die für die Verbreitung der Art sorgen, einen für die Eulimidae typischen Protoconch ausbilden und an anderen Wirtsseesternen zu parasitischen Schnecken metamorphosieren.